# Ciudad Lineal

Distriktet Ciudad Lineal i Madrid

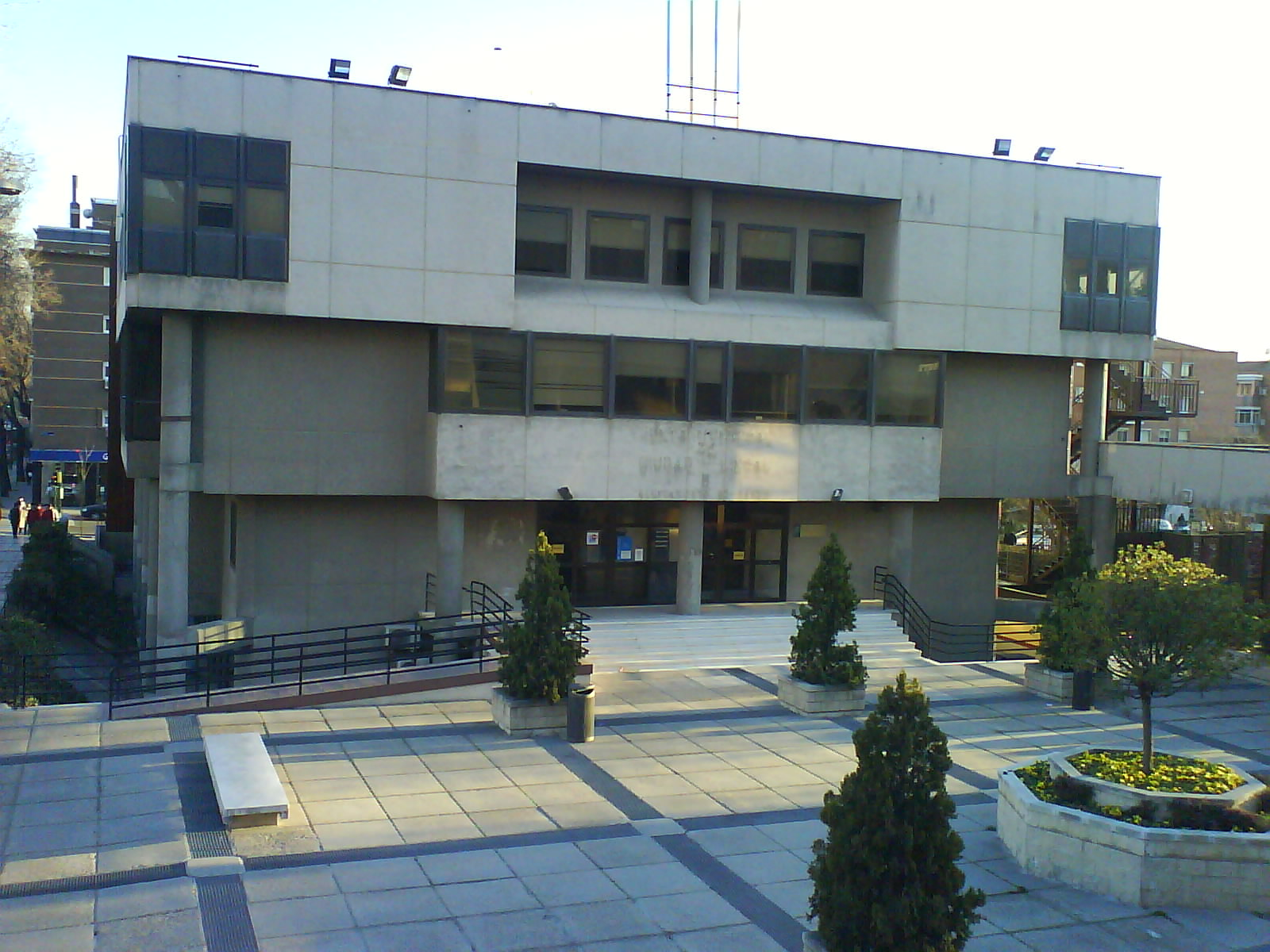
Byggnaden för la Junta Municipal del Distrito för Ciudad Lineal, belägen på calle Hnos. García Noblejas.

Ciudad Lineal är ett av 21 distrikt i Madrid i Spanien. Det består av stadsdelarna: Ventas, Pueblo Nuevo, Quintana, Concepción, San Pascual, San Juan Bautista, Colina, Atalaya och Costillares.
Distriktets namn kommer från idén om en linjär stad (bandstad), skapad av den spanske arkitekten och stadsplaneraren Arturo Soria, baserad på formen av en linje. Till hans minne fick han ge namn åt distriktets pulsåder, avenyn Arturo Soria.

## Befolkning
Distriktets total yta är 1 136,6 hektar. Befolkningen uppgår till 231 029 invånare (2005), vilket betyder 205 personer per hektar, en av de högsta befolkningstätheterna i Madrid.
Stadsdelen Pueblo Nuevo är den som har störst befolkning: 65 000 personer. Därefter följer Ventas med 53 177, Quintana med 26 176, och sist kommer Atalaya med bara 1 711 invånare.

### Immigration
Cirka 15% av befolkningen i distriktet är av utländsk härkomst, resterande 85% av befolkningen är spansk. Den mest betydande utländska befolkningsgruppen är ecuatorianer (13 550), colombianer (3 601), peruaner (2 696) och rumäner (1 814). Dessutom finns i distriktet 117 statslösa invånare.
Immigrationen 15,16%, kan jämföras med 14,30% i medeltal för Madrid. Stadsdelar med högst andel invandrare är Pueblo Nuevo (18,94%), Ventas (18,17%) och Quintana (18,15%). Lägsta andelen immigranter hittar man i stadsdelarna Costillares (6,07%) och San Pascual (7,99%).
Fördelningen mellan könen är ojämn. I Madrid som helhet är 53% av befolkningen kvinnor och i Ciudad Lineal uppgår andelen kvinnor till 53,6% (vilket i antal räknat är 123 893 kvinnor och 107 136 män).